# 에어 나미비아의 운항 노선
에어 나미비아는 다음과 같은 노선을 운항하고 있다.(2012년 11월 기준)

## 운항 노선

### 아프리카

#### 남아프리카
- 나미비아
  - 빈트후크
    - 빈트후크 호세아 쿠타코 국제공항 국제선 허브
    - 빈트후크 에로스 공항 국내선 허브

  - 오단와 – 오단와 공항
  - 월비스베이 – 월비스베이 공항
  - 카티마 물리오 – 마파차 공항
- 남아프리카 공화국
  - 케이프타운 – 케이프타운 국제공항
  - 요하네스버그 – OR 탐보 국제공항
  - 더반 - 킹 샤카 국제공항
- 보츠와나
  - 가보로네 – 세레체 카마경 국제공항
- 앙골라
  - 루안다 – 루안다 콰트루 드 페베레이루 공항
- 짐바브웨
  - 빅토리아 폭포 – 빅토리아 폭포 공항

### 유럽
- 독일
  - 프랑크푸르트 – 프랑크푸르트 국제공항

## 과거 취항지

### 아프리카

#### 서아프리카
- 가나
  - 아크라 – 코토카 국제공항

#### 남아프리카
- 나미비아
  - 그루트폰테인 - 그루트폰테인 공항
  - 모쿠티 로지 - 모투키 로지 공항
  - 스바코프문트 - 스바코프문트 공항
  - 오샤카티 - 오샤카티 공항
  - 오카우쿠에요 - 오카우쿠에요 공항
  - 추메브 - 추메브 공항
  - 케이트만스호프 - 케이트만스호프 공항
  - 할라리 - 할라리 공항
- 남아프리카 공화국
  - 알렉산더 베이 - 알렉산더 베이 공항
  - 어핑턴 - 어핑턴 공항
- 보츠와나
  - 마운 – 마운 공항
- 앙골라
  - 온지바 – 온지바 페레이라 공항
- 잠비아
  - 리빙스톤 – 리빙스톤 공항

### 유럽

#### 서유럽
- 영국
  - 런던 – 런던 히드로 국제공항[3][4]
  - 런던 – 런던 개트윅 국제공항
- 독일
  - 뮌헨 – 뮌헨 국제공항

#### 중유럽
- 스위스
  - 취리히 – 취리히 국제공항